# Největší hity country zpívá Jakub Smolík
Největší hity country zpívá Jakub Smolík je studiové album Jakuba Smolíka, které vyšlo v roce 1992 jako LP, MC a CD.

## Seznam skladeb
1. "Řekněte jí" (hudba: H.Hausey / text: Jan Vyčítal)
2. "Vzdálené bubny" (h: Cindy Walker / t: Jiří Grossmann)
3. "Nedělní ráno" (h: Kris Kristofferson / t: Vladimír Poštulka)
4. "Vincent" (h: Don McLean / t: Zdeněk Rytíř)
5. "Chvíli jen chvíli" (h: Jiří Zmožek / t: Vladimír Čort)
6. "Tam u nebeských bran" (h: Jiří Zmožek / t: Zdeněk Rytíř)
7. "Oh Ruby" (h: Mel Tillis / t: Jiří Grossmann)
8. "Blizzard" (h: H.Hauward / t: Jan Vyčítal)
9. "Poslední kovboj" (h: Zdeněk Rytíř / t: Zdeněk Borovec)
10. "Báječná ženská" (h: W.Nelson, W.Jenings / t: Zdeněk Rytíř)
11. "Prý chlapi nebrečí" (h: Jiří Zmožek / t: Marcel Zmožek)